# Sergueï Dolidovich
Sergueï Dolidovich (en biélorusse : Сяргей Мікалаевіч Далідовіч, Siarhei Mikalayevich Dalidovich et en russe : Сергей Николаевич Долидович, Sergey Nikolayevich Dolidovich), né le 18 mai 1973 à Orsha est un fondeur biélorusse. 
Il a participé à sept éditions des Jeux olympiques d'hiver entre 1994 et 2018, avec comme meilleur résultat une cinquième place au 50 km en 2014. Il remporte en 2001 sa première et seule victoire en Coupe du monde.

## Biographie
Dolidovitch fait ses débuts en Coupe du monde en 1993 et marque ses premiers points au classement général en fin d'année 1995 à Gällivare (26e). Il signe son premier top dix en décembre 2000 à Samta Catarina sur un quinze kilomètres. Quelques mois plus tard, il finit victorieux à Kuopio après une course de soixante kilomètres en style libre, devançant Pietro Piller Cottrer et Michail Botvinov pour son unique succès en Coupe du monde. Il doit attendre janvier 2009 pour retrouver le podium à ce niveau, lorsqu'il termine troisième du quinze kilomètres à Rybinsk à une seconde du vainqueur Tobias Angerer.
Aux Championnats du monde 2011, il réalise sa meilleure performance aux mondiaux sur douze éditions, prenant la quatrième place sur la poursuite.
Pour ses derniers championnats du monde en 2017 à Lahti, il est 24e et 22e respectivement sur skiathlon et le cinquante kilomètres 
Pour sa dernière compétition dans l'élite, à l'âge de 44 ans, à l'occasion des Jeux olympiques de Pyeongchang, il abandonne le skiathlon. 

## Palmarès

### Jeux olympiques
| Épreuve / Édition      | Sprint                           | Sprint                           | 15 km                            | 15 km                            | 30 km                            | Poursuite / Skiathlon 2 × 15 km | 50 km | Relais                           | Relais    |
| Épreuve / Édition      | libre                            | classique                        | libre                            | classique                        | 30 km                            | Poursuite / Skiathlon 2 × 15 km | 50 km | Sprint                           | 4 × 10 km |
| JO 1994 Lillehammer    | Épreuve inexistante à cette date | Épreuve inexistante à cette date | Épreuve inexistante à cette date | 70e                              | 37e                              | 51e                             | —     | Épreuve inexistante à cette date | 12e       |
| JO 1998 Nagano         | Épreuve inexistante à cette date | Épreuve inexistante à cette date | Épreuve inexistante à cette date | DNF                              | 36e                              | —                               | 31e   | Épreuve inexistante à cette date | 14e       |
| JO 2002 Salt Lake City |                                  | Épreuve inexistante à cette date | Épreuve inexistante à cette date | —                                | 14e                              | DNF                             | —     | Épreuve inexistante à cette date | 15e       |
| JO 2006 Turin          | —                                | Épreuve inexistante à cette date | Épreuve inexistante à cette date | —                                | Épreuve inexistante à cette date | —                               | 12e   | —                                | —         |
| JO 2010 Vancouver      | Épreuve inexistante à cette date | —                                | 35e                              | Épreuve inexistante à cette date | Épreuve inexistante à cette date | DNF                             | 25e   | —                                | —         |
| JO 2014 Sotchi         | —                                | Épreuve inexistante à cette date | Épreuve inexistante à cette date | 53e                              | Épreuve inexistante à cette date | 34e                             | 5e    |                                  | 14e       |
| JO 2018 Pyeongchang    | Épreuve inexistante à cette date | —                                |                                  | Épreuve inexistante à cette date | Épreuve inexistante à cette date | DNF                             | -     | —                                | —         |

Légende :
- : pas d'épreuve
- — : Non disputée par Dolidovich
- DNF : abandon

### Championnats du monde
| Épreuve / Édition           | Sprint                           | Sprint                           | 15 km                            | 15 km                            | Poursuite / Skiathlon 2 × 15 km | 30 km                            | 50 km | Relais | Relais    |
| Épreuve / Édition           | libre                            | classique                        | libre                            | classique                        | Poursuite / Skiathlon 2 × 15 km | 30 km                            | 50 km | sprint | 4 x 10 km |
| Mondiaux 1995 Thunder Bay   | Épreuve inexistante à cette date | Épreuve inexistante à cette date | Épreuve inexistante à cette date | 47e                              | —                               |                                  | 51e   |        |           |
| Mondiaux 1997 Trondheim     | Épreuve inexistante à cette date | Épreuve inexistante à cette date | Épreuve inexistante à cette date | 43e                              | 20e                             | 35e                              | 12e   | —      | —         |
| Mondiaux 1999 Ramsau        | Épreuve inexistante à cette date | Épreuve inexistante à cette date | Épreuve inexistante à cette date | 43e                              | 26e                             | 32e                              | 21e   | —      | —         |
| Mondiaux 2001 Lahti         | —                                | Épreuve inexistante à cette date | Épreuve inexistante à cette date | —                                | 28e                             | —                                | 19e   | —      | —         |
| Mondiaux 2003 Val di Fiemme | —                                | Épreuve inexistante à cette date | Épreuve inexistante à cette date | —                                | 12e                             | 32e                              | 27e   | —      | —         |
| Mondiaux 2005 Oberstdorf    | Épreuve inexistante à cette date | —                                | 36e                              | Épreuve inexistante à cette date | 6e                              | Épreuve inexistante à cette date | 20e   | 10e    | —         |
| Mondiaux 2007 Sapporo       | Épreuve inexistante à cette date | —                                | 12e                              | Épreuve inexistante à cette date | —                               | Épreuve inexistante à cette date | DNF   | —      | 13e       |
| Mondiaux 2009 Liberec       | —                                | Épreuve inexistante à cette date | Épreuve inexistante à cette date | —                                | 26e                             | Épreuve inexistante à cette date | 50e   | —      | —         |
| Mondiaux 2011 Oslo          | —                                | Épreuve inexistante à cette date | Épreuve inexistante à cette date | —                                | 4e                              | Épreuve inexistante à cette date | 10e   | —      | —         |
| Mondiaux 2013 Val di Fiemme | Épreuve inexistante à cette date | —                                | 61e                              | Épreuve inexistante à cette date | DNF                             | Épreuve inexistante à cette date | —     | 10e    | 14e       |
| Mondiaux 2015 Falun         | Épreuve inexistante à cette date | —                                | 19e                              | Épreuve inexistante à cette date | DNF                             | Épreuve inexistante à cette date | -     | 11e    | 14e       |
| Mondiaux 2017 Lahti         | —                                | Épreuve inexistante à cette date | Épreuve inexistante à cette date | —                                | 24e                             | Épreuve inexistante à cette date | 22e   | —      | —         |

Légende :
- : pas d'épreuve
- — : Non disputée par Dolidovich
- DNF : abandon

### Coupe du monde
- Meilleur classement général : 31e en 2001.
- 2 podiums individuels : 1 victoire et 1 troisième place.

#### Détail des victoires
| Épreuve / Édition | 60 km libre |           |        |
| Épreuve / Édition | 60 km libre | 2000-2001 | Kuopio |

#### Classements en Coupe du monde
| Année     | Classement général final | Classement distance | Classement sprint |
| 1995-1996 | 50e                      |                     |                   |
| 1996-1997 | 44e                      | 55e (LD)            | 71e               |
| 1998-1999 | 66e                      | 43e (LD)            |                   |
| 1999-2000 | 97e                      | 59e (CD)            |                   |
| 2000-2001 | 31e                      |                     |                   |
| 2003-2004 | 65e                      | 42e                 |                   |
| 2004-2005 | 54e                      | 32e                 |                   |
| 2005-2006 | 102e                     | 70e                 |                   |
| 2006-2007 | 154e                     | 101e                |                   |
| 2007-2008 | 49e                      | 28e                 |                   |
| 2008-2009 | 56e                      | 34e                 |                   |
| 2009-2010 | 100e                     | 59e                 |                   |
| 2010-2011 | 92e                      | 53e                 |                   |
| 2011-2012 | 70e                      | 44e                 |                   |
| 2012-2013 | 92e                      | 58e                 |                   |
| 2013-2014 | 87e                      | 64e                 |                   |
| 2014-2015 | 84e                      | 49e                 |                   |
| 2016-2017 | 136e                     | 95e                 |                   |

Légende : 
- LD : longue distance

### Universiades
- Muju 1997 :
- 2 médailles d'argent : relais et 15 kilomètres.
- Poprád 1999 :
- 1 médaille d'or : 30 kilomètres.
- 1 médaille d'argent : relais.
- 1 médaille de bronze : poursuite.